# Epipsilia latitans
Epipsilia latitans là một loài bướm đêm trong họ Noctuidae.